# Friedrich von Amerling

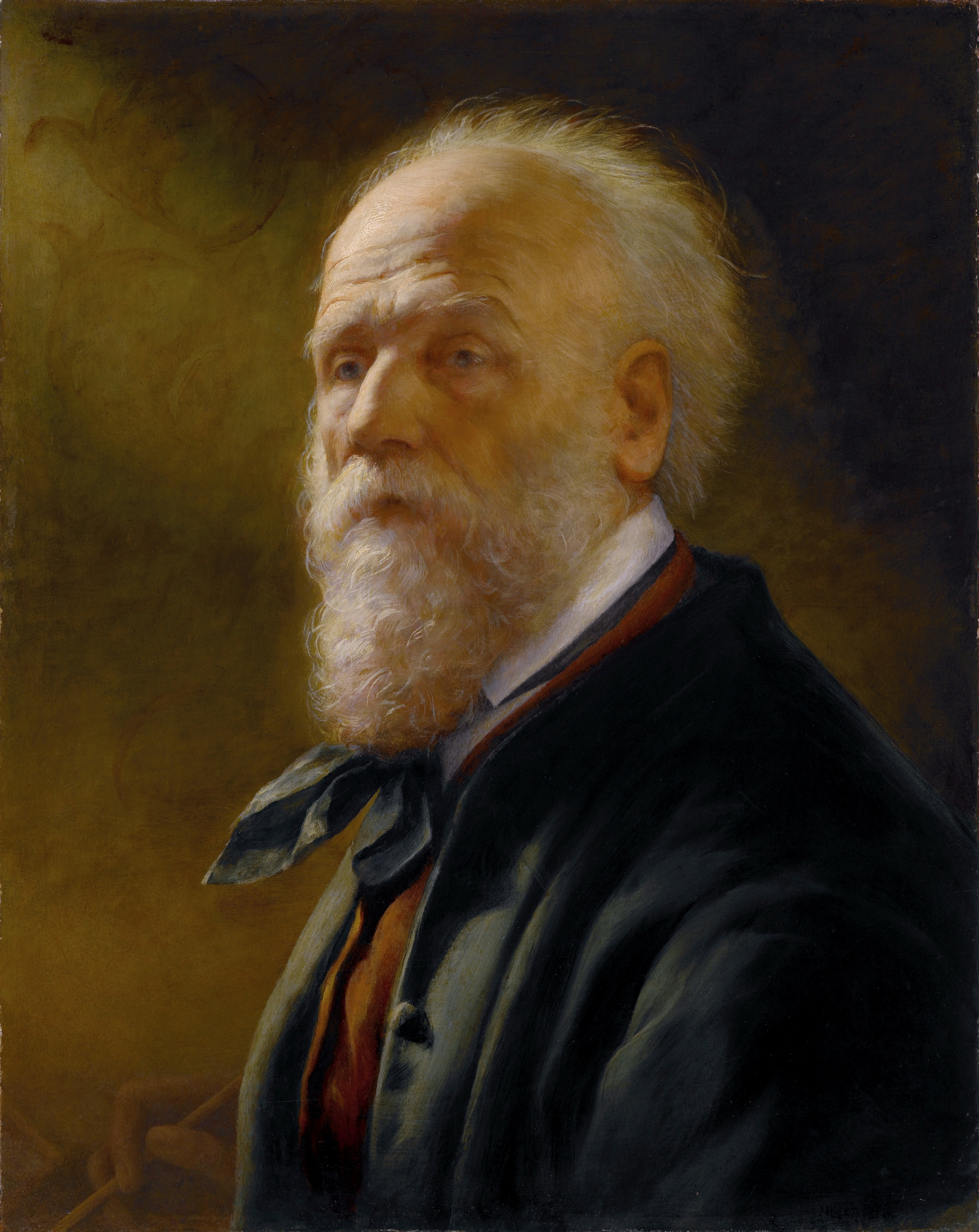
Zelfportret, 1881

Friedrich Ritter von Amerling (Spittelber, tegenwoordig deel uitmakend van Wenen, 14 april 1803 - Wenen, 14 januari 1887) was een Oostenrijks kunstschilder, vooral bekend geworden als portretschilder.

## Leven en werk
Von Amerling was de zoon van een goud- en zilverdraadmaker en studeerde aan de Academie van beeldende kunsten te Wenen. In 1824 ging hij naar Praag om ook daar aan de kunstacademie te studeren. 

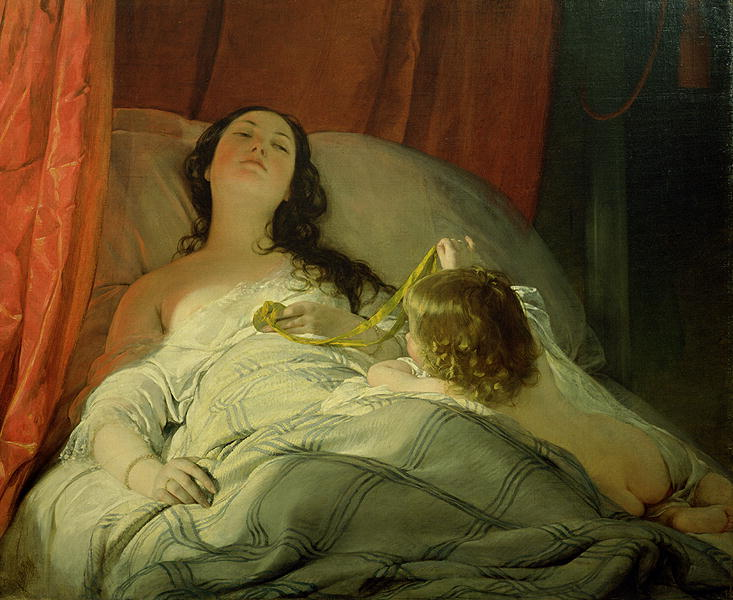
De slaperige, 1830, Uffizi, Florence

In 1827 reisde Von Amerling naar Londen, waar hij beïnvloed werd door Thomas Lawrence. Later bezocht hij ook Rome en Parijs, waar hij werkte bij Horace Vernet. Eind 1828 keerde hij terug naar Wenen, maar ook later bleef hij veel reizen, onder andere in 1838 naar Nederland en op latere leeftijd nog naar de Noordkaap en naar Egypte.
In Wenen groeide Von Amerling uit tot de meest vooraanstaande Oostenrijkse portretschilder van zijn tijd, werkend in een romantische stijl, met veel gevoel voor elegantie, vaak in felle kleuren. Hij kreeg opdrachten van de hoogste adel en het Oostenrijkse hof (meermaals portretteerde hij keizer Frans II). Hij schilderde echter ook historische en genrewerken.  
Typerend is zijn schilderij De slaperige (1830), waarin hij de vrouwelijke charme van een lome jongedame verbeeldt. De begrensde close-up, een stilistisch middel dat Von Amerling vaker gebruikte, benadrukt de intimiteit van het tafereel, kenmerkend voor de Biedermeier-tijd. De rustende houding van de vrouw contrasteert met de drukte van het kind, de helderheid van haar huid is in harmonie met het wit van de nachtjapon en de sprei, de sentimentele blik suggereert gevoeligheid, vriendelijkheid en kwetsbaarheid.
Von Amerling huwde viermaal en was een goede bekende van Franz Liszt. Hij werd veelvuldig onderscheiden, onder andere met de Orde van de IJzeren Kroon, en in 1878 in de adelstand verheven. In 1887 overleed hij op 83-jarige leeftijd. In het centrum van Wenen is een straat naar hem vernoemd. Veel van zijn werk bevindt zich in het Kunsthistorisches Museum Wien en het Liechtenstein Museum. In 2008 kocht het Liechtenstein Museum Von Amerlings Meisje met strooien hoed aan voor een recordbedrag van ruim anderhalf miljoen euro.

## Portretten

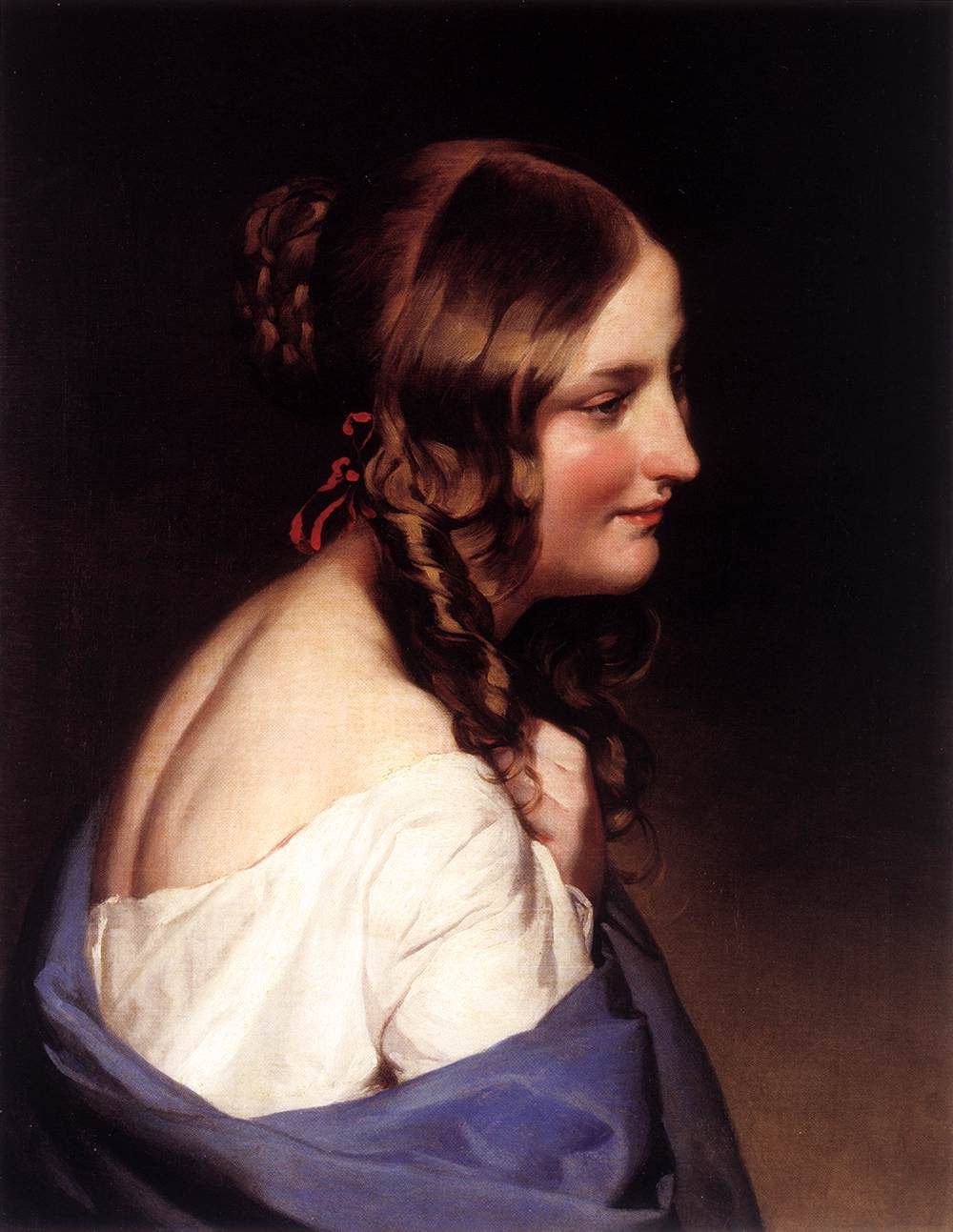
Beeltenis van een meisje
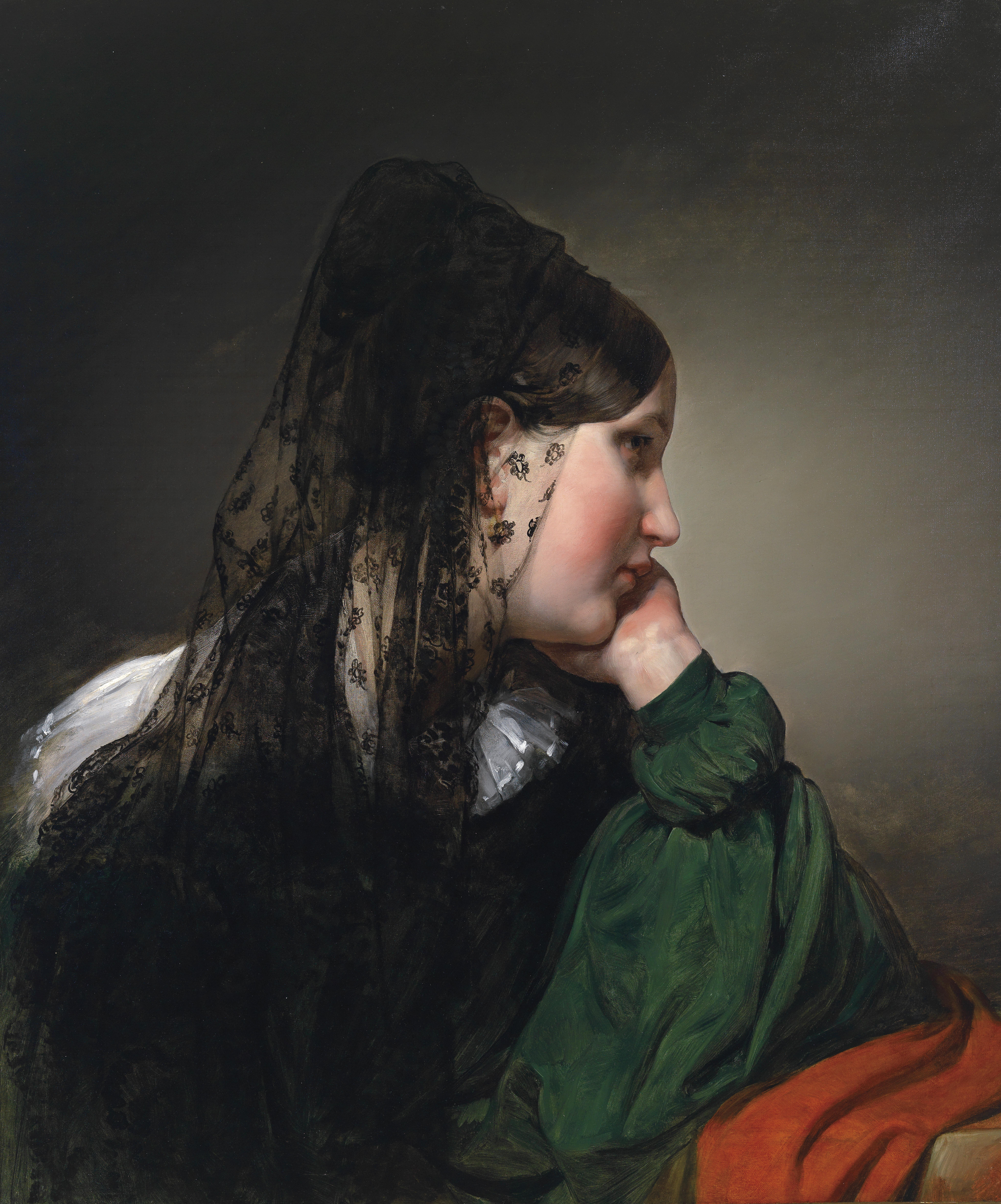
Meisje met zwarte sjaal in profiel
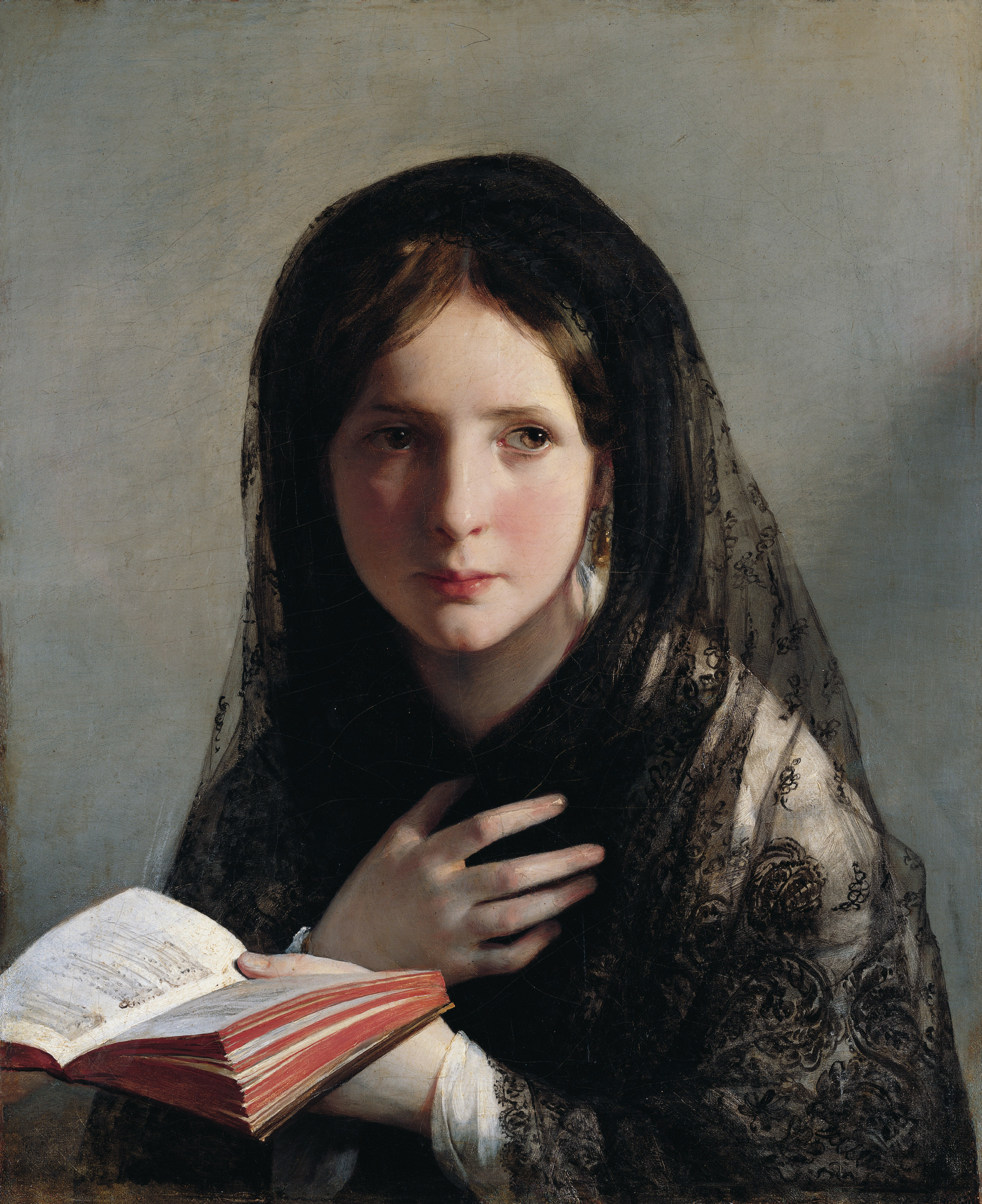
In dromen verzonken
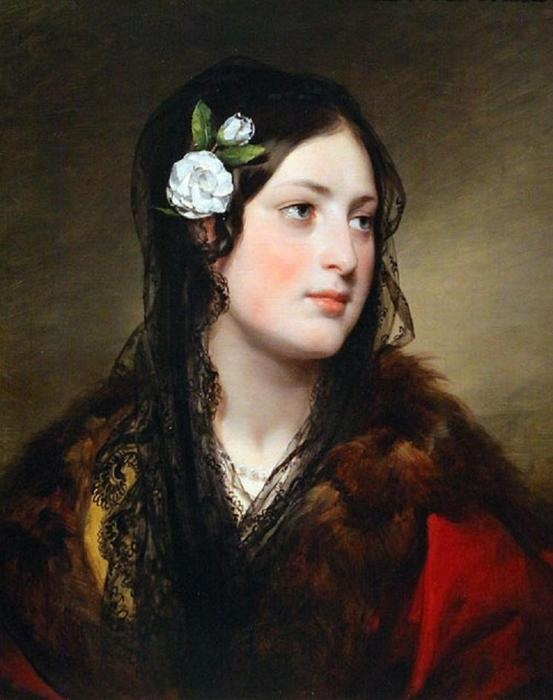
Portret van Elise Kreuzberger
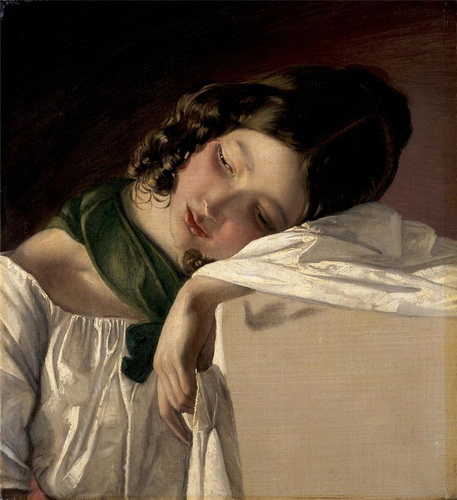
Jong meisje
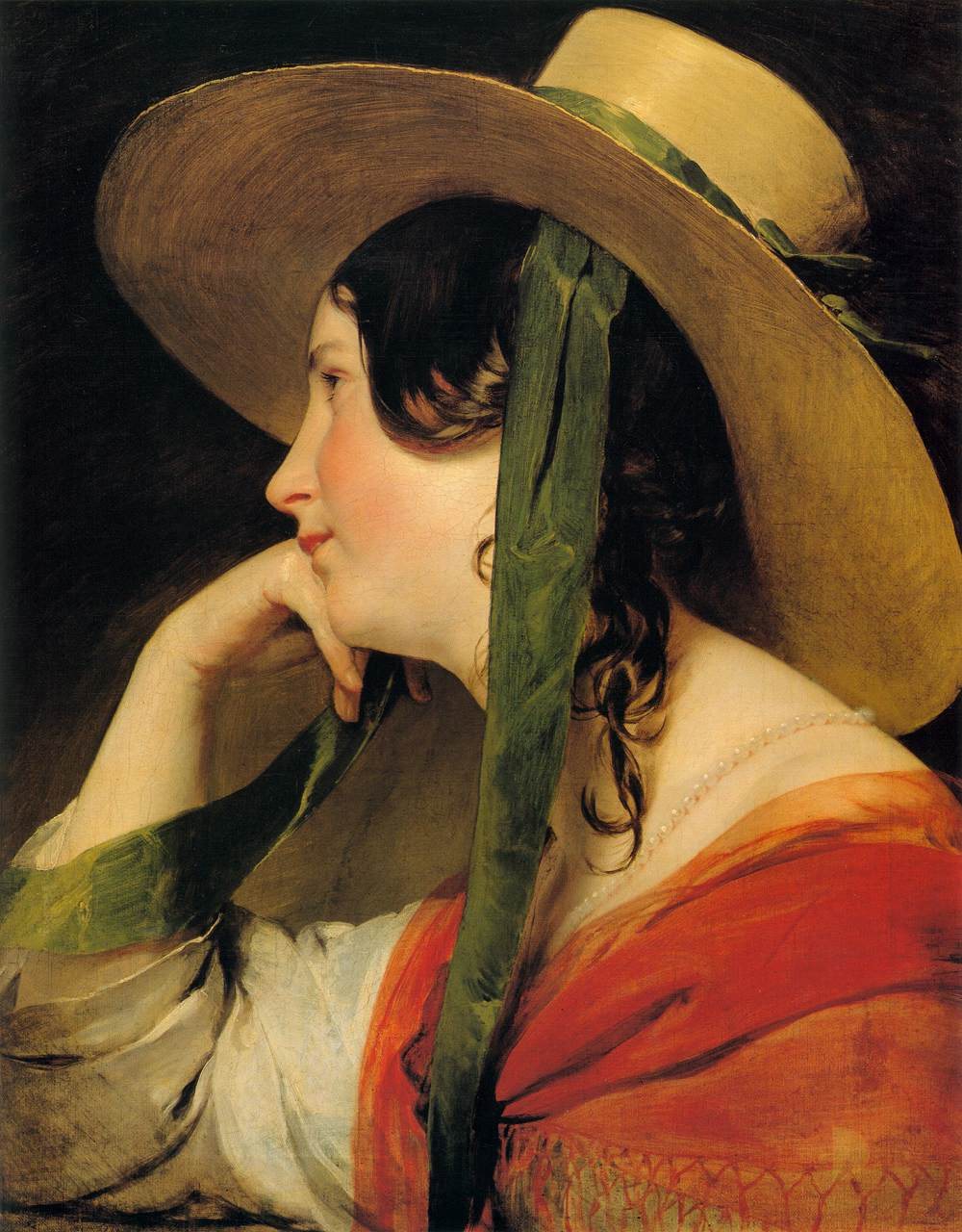
Meisje met strooien hoed